# Markus Thorbjörnsson
Johan Marcus Thorbjörnsson, född 1 oktober 1987 i Gunnareds församling, är en svensk före detta fotbollsspelare (försvarare) och sedermera tränare.

## Klubbkarriär

### Spel för svenska mästarna
Thorbjörnsson, med Kungsbacka BI som moderklubb, gjorde några säsonger i Superettan för Falkenbergs FF innan han säsongen 2009 värvades av de regerande svenska mästarna Kalmar FF. De första åren i Kalmar blev dock motiga för den på västkusten uppväxte försvarsspelaren som säsongen 2010 lånades ut till Jönköpings Södra IF i Superettan. 

#### Stöttepelare
Säsongen 2011 fick Thorbjörnsson till sist göra sin debut i Allsvenskan; detta i april mot IF Elfsborg. Under året växte Thorbjörnsson ut till en stöttepelare i Kalmars försvar och spelade från start då han var frisk. En bruten hand hindrade mittbacken under ett antal matcher i mitten av säsongen innan han med ett specialskydd var tillbaka i spel. I oktober 2011 skrev Thorbjörnsson på ett nytt kontakt med Kalmar FF sträckande sig över säsongen 2015.

#### In och ut ur laget
Säsongen 2012 blev lite mer upp och ner för Thorbjörnsson som ibland fann sig petad ur elvan då tränare Nanne Bergstrand  ändrade ganska vilt med vilka som skulle starta matcherna. Under några matcher fick Thorbjörnsson till och med spela i en för honom ovan position som mittfältare; varifrån han dock gjorde sitt första allsvenska mål. Laget fick under året sin sämsta placering i Allsvenskan sedan återkomsten 2004: en tiondeplats.
Under 2013 var Thorbjörnsson given i mittförsvaret och spelade samtliga minuter av årets Allsvenska. Laget höjde sig också från föregående år och slutade på en fjärdeplats med allsvenskt brons som belöning.

### Klubbyte
Då speltiden under säsongen 2018 endast utsträckt sig till en match lånades Thorbjörnsson i augusti ut till det i Allsvenskans dåvarande bottenplacerade laget Dalkurd FF. I februari 2019 skrev han på ett ettårskontrakt med Dalkurd. Efter säsongen 2019 lämnade Thorbjörnsson klubben. I maj 2020 meddelade Thorbjörnsson att han avslutade sin karriär.

## Tränarkarriär
I augusti 2020 blev Thorbjörnsson klar som assisterande tränare i division 4-klubben Lindsdals IF. Inför säsongen 2021 blev han klar som assisterande tränare till David Elm i division 2-klubben IFK Berga. Thorbjörnsson spelade dessutom åtta matcher för klubben under säsongen 2021. Inför säsongen 2022 lämnade Elm klubben och Thorbjörnsson blev uppflyttad till huvudtränare. Efter säsongen 2023 lämnade han IFK Berga.

### Webbkällor
- Markus Thorbjörnsson på Svenska Fotbollförbundets webbplats
- Markus Thorbjörnsson på fotbolltransfers.com